# Тројство (Андреј Рубљов)
Света Тројица (руски: Троитса), такође названа Авраамово гостопримство, јесте икона коју је насликао руски сликар Андреј Рубљов у 15. столећу. Икона је његово најпознатије дело и најпознатија руск аикона. Сматра се једним од највиших достигнућа руске уметности. Научници верују да је то једно од само два уметничка дела (друго су фреске Успенског сабора у Владимиру) које се са сигурношћу може приписати Рубљову.
Тројство приказује три анђела који су посетили Аврама код Мамврејскогог храста али приказ је пуна симболике и тумачи се као икона Светог Тројства. У време Рубљова, Света Тројство је била оличење духовног јединства, мира, слоге, међусобне љубави и смирења.
Икона је поручена као почаст Светом Сергију Радоњешком из Тројице Сергијеве лавре, тада у близини Москве, сада у граду Сергијев Посад. Мало се зна о историји Тројства, а историчари уметности износе претпоставке на основу само неколико познатих чињеница. Чак је и ауторство Рубљова доведено у питање. Разни аутори предлажу различите датуме, као што су 1408–1425, 1422–1423 или 1420–1427. Званична верзија наводи 1411. или 1425–27. Тројство је данас изложено у Третјаковској галерији у Москви.

## Опис
Тројиство је насликано на вертикално постављеној дасци. На њој су приказана три анђела који седе за столом. На столу је чаша у којој се налази глава телета. У позадини, Рубљов је насликао кућу (наводно Абрахамову кућу), дрво (Мамврејски храст) и планину. Ликови анђела су распоређени тако да линије њихових тела чине пун круг. Анђео у средини и онај са леве стране благосиљају чашу покретом руке. На слици нема акције ни покрета. Ликови гледају у вечност у стању непомичне контемплације. На ивици, ореолима и око чаше налазе се трагови ексера са ризе иконе (метални заштитни поклопац).

### Иконографија
Икона је заснована на причи из Књиге постања која се зове Авраамово и Сарино гостопримство или Авраамово гостопримство. У њему се каже да је библијски патријарх Авраам „седео на вратима свог шатора у врелини дана” код Мамврејског храста и видео три човека како стоје испред њега, за које се у наредном поглављу сазнаје да су анђели. „Када их је видео, Аврам је потрчао од врата шатора у сусрет и поклонио се до земље.“ Аврам је наредио дечаку-слуги да припреми одабрано теле, и стави пред њих скуту, млеко и теле, чекајући их испод дрвета док су јели. Један од анђела је рекао Авраму да ће Сара ускоро родити сина.

Тема Тројства је добијала различита тумачења у различитим временским периодима, али до 19–20 века консензус међу научницима је био следећи: три анђела која су посетила Аврама представљала су хришћанско Тројство, „једног Бога у три лица“ – Бог Отац, Син и Свети Дух. Ликовни критичари сматрају да је икона Андреја Рубљова створена према овим концептом. У свом настојању да открије доктрину о Тројству, Рубљов је напустио већину традиционалних елемената заплета који су обично били укључени у слике Абрахамове и Сарине приче о гостопримству. Он није насликао Аврама, Сару, сцену клања телета, нити је дао било какве детаље о оброку. Анђели су приказани како разговарају, а не једу. „Гестови анђела, углађени и уздржани, показују узвишену природу њиховог разговора“. Тиха заједница три анђела је центар композиције.
На Рубљовљевој икони, облик који најјасније представља идеју Тројства јесте круг. То је основа композиције. У исто време, анђели нису уметнути у круг, већ га стварају, тако да наше очи не могу да се зауставе ни на једној од три фигуре и радије се задржавају унутар овог ограниченог простора. Упечатљив део централне композиције је шоља са телећом главом, што наговештава жртву распећа и служи као подсећање на Евхаристију (ликови левог и десног анђела чине силуету која подсећа на чашу). Око шоље, која је постављена на сто, одвија се тихи дијалог гестова.
Леви анђео симболизује Бога Оца. Он благосиља чашу, а рука му је насликана у даљини, као да предаје чашу централном анђелу. Виктор Лазарев сугерише да средишњи анђео представља Исуса Христоса, који заузврат благосиља и чашу и прихвата је са наклоном као да каже „Оче мој, ако је могуће, нека се од мене узме ова чаша. Али не како ја хоћу, него како ти хоћеш“.( Mатија 26:39) Природа сваког од три елемента открива се кроз њихове симболичке атрибуте, односно кућу, дрво и планину. Полазна тачка божанске управе је стваралачка воља Божија, стога Рубљов поставља Авраамову кућу изнад одговарајуће главе анђела. Храст се може тумачити као дрво живота, и служи као подсетник на Христову смрт на крсту и његово касније васкрсење, које је отворило пут за вечни живот. Храст се налази у средини, изнад анђела који симболизује Христоса. Најзад, планина је симбол духовног успона, који човечанство остварује уз помоћ Духа Светога. Јединство Тројства изражава јединство и љубав између свих ствари.(Јован 17:21)
Крила два анђела се преклапају, Оца и Сина. Плава боја Синове хаљине симболизује божанску природу, смеђа боја представља земљу, његову људскост, а златна говори о царству Божијем. Крила Духа Светога не додирују крила Синова, неприметно су подељена копљем Синовим. Плава боја одежде Светог Духа симболизује божанство, зелена боја представља нови живот. Положај и Духа Светога и главе Сина показују њихову потчињеност Оцу, али њихово постављање на престоле на истом нивоу симболизује једнакост.

### Ризе
Према записима Тројичке лавре Светог Сергија из 1575. године, икона је „покривена златом“ по наређењу Ивана Грозног, односно поручена је златна риза која је додата икони. Златна риза је обновљена 1600. године за време царства Бориса Годунова. Нова риза је копирала ризу из периода Ивана Грозног, док је оригинал пребачен у нову копију Тројства која је насликана специјално за ту сврху. Године 1626. Михаил I је наредио да се у ризу додају златне цате са емајлом и драгим камењем. У 18. столећу додата је позлаћена сребрна одећа анђела. Још једна копија ризе настала је 1926–28. Обе копије се данас чувају као део иконостаса Тројичке лавре.

## Датирање и порекло
Прецизно датовање Тројства је упитно. Историјских података нема много, а ни на почетку 20. века историчари се нису усуђивали да тврде било какве чињенице и могли су само да нагађају и износе претпоставке. Икона се први пут помиње 1551. године у Књизи од сто глава, збирци црквених закона и прописа Стоглавског синода..У Књизи су, између осталог, наведене и одлуке Синода које су донете о иконографији Светог Тројства, а посебно детаљи који су се сматрали канонски неопходним за такве иконе, попут крстова и ореола.
... иконописац [мора] да слика иконе на основу античких примера, као што су то радили грчки иконописци, и као Рубљов и други претходници...

Учесници Стоглавског синода били свесни извесне иконе Тројства коју је створио Андреј Рубљов и која је, по њиховом мишљењу, одговарала сваком црквеном канону и могла би се узети као узор.
Следећи познати извор који помиње Тројство је Легенда о светим иконописцима (рус. Сказание о святых иконописцах ) састављен крајем 17. или почетком 18. столећа. Дело садржи низ полулегендарних прича, укључујући и помињање да је Никон Радоњешки, ученик Сергија Радоњешког, замолио Андреја Рубљова „да наслика лик Светог Тројства у част оца Сергија“. Овај позни извор већина историчара сматра непоузданим. Међутим, због недостатка других чињеница, ова верзија настанка Тројства је опште прихваћена.
Првобитна дрвена Тројичка црква изгорела је 1411. године, а Никон Радоњешки је одлучио да подигне нову цркву. До 1425. године подигнута је камена Саборна црква Светог Тројства, који постоји и данас. Верује се да је Никон, који је постао игуман после смрти Сергија Радоњешког, предосетио смрт и позвао Андреја Рубљова и Данила Чрног да заврше уређење недавно изграђене саборне цркве. Иконописци су требали да ураде фреске и израде иконостас. Али ни Житије Светог Сергија, агиографски приказ његовог живота, ни Житије Светог Никона, не помињу икону Тројства, већ је само записана као украс саборне цркве у периоду 1425–1427.
Ово датовање је засновано на датумима изградње обе цркве. Ипак, ликовни критичари, узимајући у обзир стил иконе, не сматрају да је ствар решена. Игор Грабар датира Тројицу 1408–1425, Јулија Лебедева је предложила 1422–1423, Валентина Антонова предложила 1420–1427. Не зна се да ли је Тројјство настала током Рубљовљевог врхунца стваралаштва 1408—1420 или касније у његовом животу. Стилска анализа показује да је могла настати око 1408. године, јер је стилски слична његовим фрескама у Успенском сабору (насталим отприлике у исто време). С друге стране, Тројство показује чврстину и савршенство које нису имале премца чак ни најбоље иконе Трјојства насликане између 1425. и 1427.
Совјетски историчар Владимир Плугин имао је теорију да икона нема никакве везе са Никоном Радоњешким, већ да ју је у Тројичку лавру донео Иван Грозни. Он је изнео теорију да су сви досадашњи научници после историчара Александра Горског погрешно претпоставили да је Иван Грозни само „поклопио златом” икону која се већ чувала у лаври. Плугин је навео да је икону у лавру донео сам Иван, а да је Тројство настала много раније, вероватно 150 година пре тог датума. Међутим, 1998. године Борис Клос је истакао да Троицка прича о опсади Казања, написана пре јуна 1553, садржи јасан навод да је Иван Грозни само „украсио“ постојећу икону за Лавру.

## Ауторство
Рубљов је први пут назван аутором иконе средином 16. века у делу „Књига од сто глава“. Научници са сигурношћу тврде да се средином 16. столећа сматрало да је Рубљов аутор иконе са таквим именом. Руски етнограф Иван Снегирјов изнео је сугестију да је Тројство која се чува у Тројичкој лаври Светог Сергија заправо икона Андерја Рубљова, који је тада био један од ретких руских иконописаца познатих по имену. Хипотеза је добила на популарности међу научницима и до 1905. године је преовладала. Тројство је и данас генерално прихваћено као његово дело.
Ипак, након чишћења иконе, ликовни критичари су били толико задивљени њеном лепотом да су се појавиле неке теорије да ју је створио италијански сликар. Први који је дао сугестију био је Дмитриј Ровински још пре чишћења, али је његова идеја „одмах угашена белешком митрополита Филарета; и опет, на основу легенде, икона је приписана Рубљову. Она је наставила да служи онима који су проучавали стил овог сликара као једно од његових главних уметничких дела“. Дмитриј Ајналов, Николај Сичов и потом Николај Пунин упоређивали су Тројство са делима Ђота и Дучиа. Виктор Лазарев га је упоредио са делима Пјера дела Франческа. Ипак, највероватније су намеравали да укажу на висок квалитет слике јер нико од њих није тврдио да је настала под утицајем Италијана. Виктор Лазарев то сумира: „У светлу недавне анализе можемо дефинитивно констатовати да Рубљов није био упознат са делима италијанске уметности и стога није могао ништа да позајми од њих. Његов главни извор била је византијска уметност ере Палеолога, посебно слике настале у престоници Константинопољу. Елеганција анђела, мотив нагнутих глава, правоугаони облик оброка су потекли управо одатле.“

## Историја
Према архиву Тројичке лавре Светог Сергија, икона се чувала у Тројичкој катедрали од 1575. године. Заузео је главно место (десно од царских двери ) у доњем слоју иконостаса . Била је то једна од најпоштованијих икона у манастиру, привлачећи великодушне донације владајућих монарха (прво Ивана Грозног, затим Бориса Годунова и његове породице), али главни предмет поштовања у манастиру биле су мошти Сергија Радоњешког . До краја 1904. године, Тројство је била скривена од очију испод тешке златне ризе, која је остављала отворене само лица и руке анђела („слика лица“).
На прелазу из 19. у 20. столеће руску иконографију су историчари уметности „открили” као засебан облик уметности. Иконе су извађене из риза које су их прекривале скоро у потпуности осим лица и руку и затим очишћене. Чишћење је било неопходно јер су иконе биле традиционално премазане слојем уља за сушење. У нормалним условима, уље за сушење је потпуно потамнило за 30–90 година. Преко затамњеног слоја могла би се насликати нова икона. Обично је имала исту тему, али је стил промењен у складу са новим естетским принципима тог времена. У неким случајевима, нови сликар је задржао пропорције и композицију оригинала, али је у другим случајевима копирао тему, али је прилагођавао пропорције фигура и поза те мењао друге детаље. То се звало „обнова иконе“ (рус. поновление икон ). Тројство је била „обновљено“ четири-пет пута. Прва обнова се вероватно догодила за време владавине Бориса Годунова. Следећи је највероватније завршена до 1635. године. Историчари уметности највећи део оштећења слоја боје приписују том периоду. Оштећења од пловућца посебно су видљива на одећи и позадини анђела. Тројство је додатно обновљена 1777. године у време митрополита Платона, када је преправљен цео иконостас. Василиј Гурјанов је навео да је обнављан још два пута 1835. и 1854. године: од стране сликариа Палешке школе и уметника И. М. Малишева.

### Чишћење из 1904
Почетком 20. века многе иконе су чишћене и за многе од њих се испоставило да су ремек-дела. На крају су се научници заинтересовали за Тројство. У поређењу са другим иконама као што су Богородица Владимирска или Богородица Казанска, Тројство није било посебно поштована, јер у њој није било ничег посебног, није била „чудотворна“ или мироточива, и није постала ивор за велики број репродукција. Међутим, имала је извесну репутацију због чињенице да се веровало да је управо она икона из Књиге сто поглавља. Пошто се име Андреја Рубљова појавило и у Књизи, био је веома поштован међу хришћанским верницима. Приписивано му је много различитих икона и фресака, нпр. фреске у Успенској цркви у Городоку. Чишћење Тројства би теоретски могло открити савршен пример његовог стила и пружити помоћи при испитивању осталих икона које су му приписиване на основу легенди или опште етаблираних веровања.
По позиву игумана Тројичке лавре у пролеће 1904. године, Василиј Гурјанов је извадио икону из иконостаса, скинуо ризу и потом је очистио од „обнова“ и уља за сушење. Иља Остроухов га је препоручио за посао. Помогли су му В. А. Тјулин и А. И. Изразцов. Након уклањања ризе, Гурјанов није открио Рубљовљеву слику, али је открио резултате свих "обнова". Рубљовљева уметност је била испод њих. Написао је: „Када је са ове иконе скинута златна риза, видели смо савршено насликану икону. Позадина и маргине су обојене браон, златни натписи били су нови. Сва одећа анђела била је префарбана у нијансу јоргована и избељена не бојом, већ златом; сто, планина и кућа су префарбани… Остала су само лица по којима се могло оценити да је ова икона древна, али и она су била засенчена смеђом уљаном бојом“. Као што је постало јасно током још једне рестаурације 1919. године, Гурјанов на неким местима није досeгао првобитни слој. Након што је Гуријанов уклонио три горња слоја, од којих је последњи насликан у стилу Палешке школе, открио је оригинални слој. Рестауратор и очевици догађаја остали су запрепашћени. Уместо тамних задимљених тонова уља за сушење и одеће смеђе боје која је била типична за иконографију тог времена, видели су светле боје и провидну одећу која их је подсећала на италијанске фреске и иконе из 14. века. Затим је икону пресликао према сопственим ставовима о томе како би требало да изгледа. Након тога је Тројство враћена на иконостас.
Гурјановљеве напоре критиковали су чак и његови савременици. Николај Сичов је 1915. године истакао да је његова рестаурација заправо сакрила уметничко дело од нас.
| Икона у ризи                                                                 | Средина 19. столећа — 1904 | 1904. године                                                 | 1905—1919                                                                                                  | Тренутно стање |
| ---------------------------------------------------------------------------- | --- | ------------------------------------------------------------ | --- | --- |
| Икона у ризи Бориса Годунова. Фотографија Гуријанова и његовог тима из 1904. | Изглед оконе из 1904. године, Риза је управо уклоњена. Оригинални рад је скривен испод слоја насталог током „обнове“ из 19. века. У горњем десном углу (глава и раме десног анђела) види се покушај уклањања тих радова. Фотографија Гуријанова и његовог тима из 1904. | Фотографија из 1904. направљена након Гурјановљевог чишћења. | Фотографија из 1905. направљена након Гурјановљеве прераде, коју су критиковали тадашњи ликовни критичари. | Рестаурација из 1919. открила је Рубљовљев уметнички рад. Сачувани су бројни трагови Гурјановљевог рада и трагови из претходних векова. Површина иконе данас је комбинација слојева насталих у различитим временским периодима. |

### Чишћење из 1918
Чим је икона поново постављена као део иконостас цркве, убрзо је поново потамнела и било је потребно интервенисати ради спречавања даљег пропадања. Комитет за чишћење древних слика Русије преузео је одговорност за рестаурацију 1918. године. Јуриј Олсуфјев је био вођа тима у коме су били и Игор Грабар, Александар Анисимов, Алексис Гриченко иуз Одбор за заштиту уметничких дела при Лаври Светог Сергија, у којем су били и сам Јуриј Олсуфјев, Павел Флоренски, Павел Каптерев. Радови на рестаурацији почели су 28. 28. новембра 1918. и трајали су до 2. јануара 1919. године. Извршили су га И. Суслов, В. Тјулин и Г. Чириков. Све фазе чишћења су детаљно забележене у Дневнику. На основу ових записа и личних запажања Јурија Олсуфјева, 1925. године настао је сажетак радова под називом Протокол бр. 1. Ови документи се чувају у архиви Третјаковске галерије. Неки детаљи и линије су рестаурирани, неки други детаљи су оцењени као превише оштећени да би се извршила рестаурација.
Проблеми са чувањем Тројства почели су 1918–19, одмах након чишћења. Два пута годишње, у пролеће и у јесен, повећавала се влажност у саборној цркви и икона је преношена у такозвано Прво иконохраниште. Сталне промене температуре и влажности утицале су на  стање иконе.

### У Третјаковској галерији
Пре Октобарске револуције Тројство је остала у Саборној цркви Светог Тројства, али након што ју је совјетска влада послала у недавно основану Централну националну рестаураторску радионицу. Дана 20. априла 1920. године, Савет народних комесара издао је декрет под називом О претварању историјских и уметничких вредности Тројства. У декрету су сама Лавру и све њене збирке потпале под надлежност Земаљског просветног комесаријата „ради демократизације уметничких и историјских објеката претварањем наведених зграда и збирки у музеје“. Тројствое завршила у Националном парку Загорск и Музеју историје и уметности. Икона је 1929. године стигла у Третјаковску галерију у Москви, док је копија коју је направио Николај Баранов заменила оригинал у иконостасу.
Икона се чува у соби Андреја Рубљова Третјаковске галерије. Из Галерије је изнета само два пута. Први пут 1941. године током евакуације тплп, Другог светског рата. Привремено је премештена у Новосибирско позориште опере и балета у Новосибирску. Дана 17. маја 1945. Тројство је враћена у Третјаковску галерију. У мају 2007. Тројство је изнета за изложбу Европа-Русија-Европа, али је део даске био ишчашен и морао је да се поправи и ојача. Од 1997. икона се на Духове премешта из собе Андреја Рубљова у цркву Третјаковске галерије.
Први председник Руске Федерације Борис Јељцин имао је идеју да икону преда Цркви. Међутим, Валентин Јанин је уз помоћ тадашњег министра културе Јурија Мелентјева успео да се састане са председником и убеди га да се предомисли. Ствар је завршена декретом објављеним у Руској газети, Тројство је проглашено трајним власништвом Третјаковске галерије.
Године 2008. Левон Нерсесјан, један од запослених у Галерији, открио је да је патријарх Алексије затражио да се икона донесе у Лавру за верски празник у лето 2009. Већина научника се сложила да је клима унутар Саборне цркве потпуно неподесна за чување икона, да би је свеће, тамјан и транспорт могли уништити. Једини који је подржао овај потез био је директор Галерије. Сви остали запослени, ликовни критичари и историчари уметности били су против. Директорка је оптужена за прекршај.
Валентин Јанин је рекао: „Тројство је изванредно уметничко дело, национално наслеђе, које треба да буде доступно људима људима свих уверења без обзира на њихову религију. Изузетна уметничка дела треба да се чувају не у црквама да их види уски круг парохијана, већ у јавним музејима.“ Икона је на крају остала у музеју.

## Конзервација
Садашње стање Тројства се разликује од првобитног стања. Промене на делу су извршене најраније већ 1600. године, а највероватније и раније. Стање најближе првобитном које су рестауратори успели да остваре било је после рестаурације 1918. године..Та рестаурација открила је већину оригиналног дела Рубљова, али су сачувани бројни трагови рада Гурјановог. Садашњи изглед је комбинација слојева створених током различитих временских периода. Икона је тренутно ојачана шпонкама, односно малим клиновима који се користе посебно за иконе.
Данас се Тројство чува у посебном стакленом ормарићу у музеју уз одржавање константне влажности и температуре.
Третјаковска галерија је саопштила да је садашње стање „стабилно“. Постоје упорне празнине између слојева земље и боје, посебно на маргинама. Примарни проблем је вертикална пукотина која пролази кроз подлогу у предњем делу, коју је у непознато време изазвало пуцање између прве и друге уземљене плоче. Гурјанов је снимио пукотину током свог чишћења: фотографија из 1905. приказује пукотину.
Пукотина је постала приметна 1931. године и делимично је отклоњена у пролеће 1931. године. Тада је размак достигао 2 милиметра у горњем делу иконе и 1 милиметарм на лицу десног анђела. Јуриј Олсуфјев је покушао да поправи икону преместивши икону у посебну просторију са вештачки изазваном високом влажношћу од око 70%. Размак између дасака је скоро потпуно затворен за 1-5 месеци. До лета 1931. напредак у смањивању обима пуктоине кроз излагање дела влази је престао да даје резултате. Тада је одлучено да се слој геса и слој боје ојачају мастиком и тиме попуни празнина.
Рестауратори нису могли да буду сигурни како су различити слојеви боје током различитих времена могли реаговати на најмање промене амбијента. Најмања климатска промена и даље може проузроковати непредвидиву штету. Комитет рестауратора Третјаковске галерије је опширно разматрао различите предлоге како да се икона додатно ојача, а 10. новембра 2008. комитет је закључио да се ни у ком случају не сме мењати садашње, стабилно стање иконе.

## Копије
Постоје две освштане копије Тројства. По православном црквеном предању, освештана копија иконе и оригинал (који се назива и протограф) су потпуно заменљиви.
- Годуновљева копија, коју је Борис Годунов наручио 1598–1600. године ради премештања иконе у ризе Ивана Грозног. Чувана је у Саборној цркви Тројства.
- Копија Баранова и Чирикова, наручена 1926–28 за Међународну изложбу рестаурације икона 1929.[1] Заменила је оригиналну икону након што је премештена у Третјаковску галерију у Москви.

Обе иконе се сада чувају у иконостасу Саборне цркве Светог Тројства а у Сергијевом Посаду.